# Grup de la calzirtita
El grup de la calzirtita és un grup de minerals de la classe dels òxids. Està format per tres espècies: la calzirtita, la hiärneïta i la tazheranita. Les dues primeres cristal·litzen en el sistema tetragonal, mentre que la tazheranita ho fa en l'isomètric.
| Espècie     | Fórmula           |
| ----------- | ----------------- |
| Calzirtita  | Ca₂Zr₅Ti₂O₁₆      |
| Hiärneïta   | Ca₂Zr₄Mn³⁺SbTiO₁₆ |
| Tazheranita | (Zr,Ti,Ca)(O,◻)₂  |

Segons la classificació de Nickel-Strunz els minerals que integren aquest grup pertanyen a «04.DL - Minerals òxids amb proporció metall:oxigen = 1:2 i similars, amb cations grans (+- mida mitja); estructures de tipus fluorita» juntament amb els següents minerals: cerianita-(Ce), torianita, uraninita i zirkelita.